# 朗天路
22°26′50″N 114°00′48″E / 22.4472128°N 114.0132018°E
朗天路（英語：Long Tin Road），是元朗區的一條道路，顧名思義，是連接元朗市及天水圍的道路之一，連接天水圍天慈路、天福路及蝦尾新村路，以及元朗公路。而南端交匯處則為唐人新村交匯處（Tong Yan Sun Tsuen Interchange）。
朗天路也是輕鐵第4、5收費區的界線。

## 歷史
朗天路是連接元朗市及天水圍的道路之一，於1991年底通車。
天水圍新市鎮住宅入伙初期，因多數來往天水圍的巴士路線駛經屯門及使用屯門公路，故使用朗天路的巴士路線不多，以途經元朗市的路線為主。1998年，大欖隧道通車，多條巴士路線改道及開辦，使用朗天路的巴士路線大幅增加。

## 結構
朗天路的地面路段為六線雙程行車，架空路段則是四線雙程行車。
朗天路北行方向有兩個中途出口，分別連接青山公路－屏山段西行方向（可在此掉頭），以及水邊圍交匯處，前往朗屏路或宏達路。北行盡頭是十字路口，連接兩條道路，分別是東行的蝦尾新村路和西行的天福路，其中以轉向天福路的巴士路線最多，另有行車天橋連接北行的天慈路。
北行方向有唐人新村交匯處和水邊圍交匯處兩個入口，由青山公路－屏山段東行方向駛入的車輛可途經水邊圍交匯處進入天水圍。
朗天路南行方向也有兩個出口，分別連接水邊圍交匯處和唐人新村交匯處，可前往元朗公路，或進入狹小的山下路前往山廈村。而車長不逾12米的話，亦可使用公園南路前往元朗公園。當然，任何車輛掉頭返回朗天路北行方向也是可以的。
南行方向有三個入口，除了與天福路、蝦尾新村路交接的十字路口外，還有天橋連接天慈路。至於水邊圍交匯處的入口，入口另有一條支路，可從交匯處或媽橫路進入公路，以及青山公路－屏山段的入口，也有支路從南行方向掉頭，前往唐人新村交匯處。
所有車輛都不能從朗天路直接駛向青山公路－屏山段東行路段，必須繞經朗屏路或宏達路，再繞經元朗安寧路或媽橫路，然後進入青山公路－屏山段。

## 交匯道路
- 天福路
- 天慈路
- 蝦尾新村路
- 朗屏路
- 宏達路
- 媽橫路
- 青山公路
- 元朗公路